# Spacer buszmena

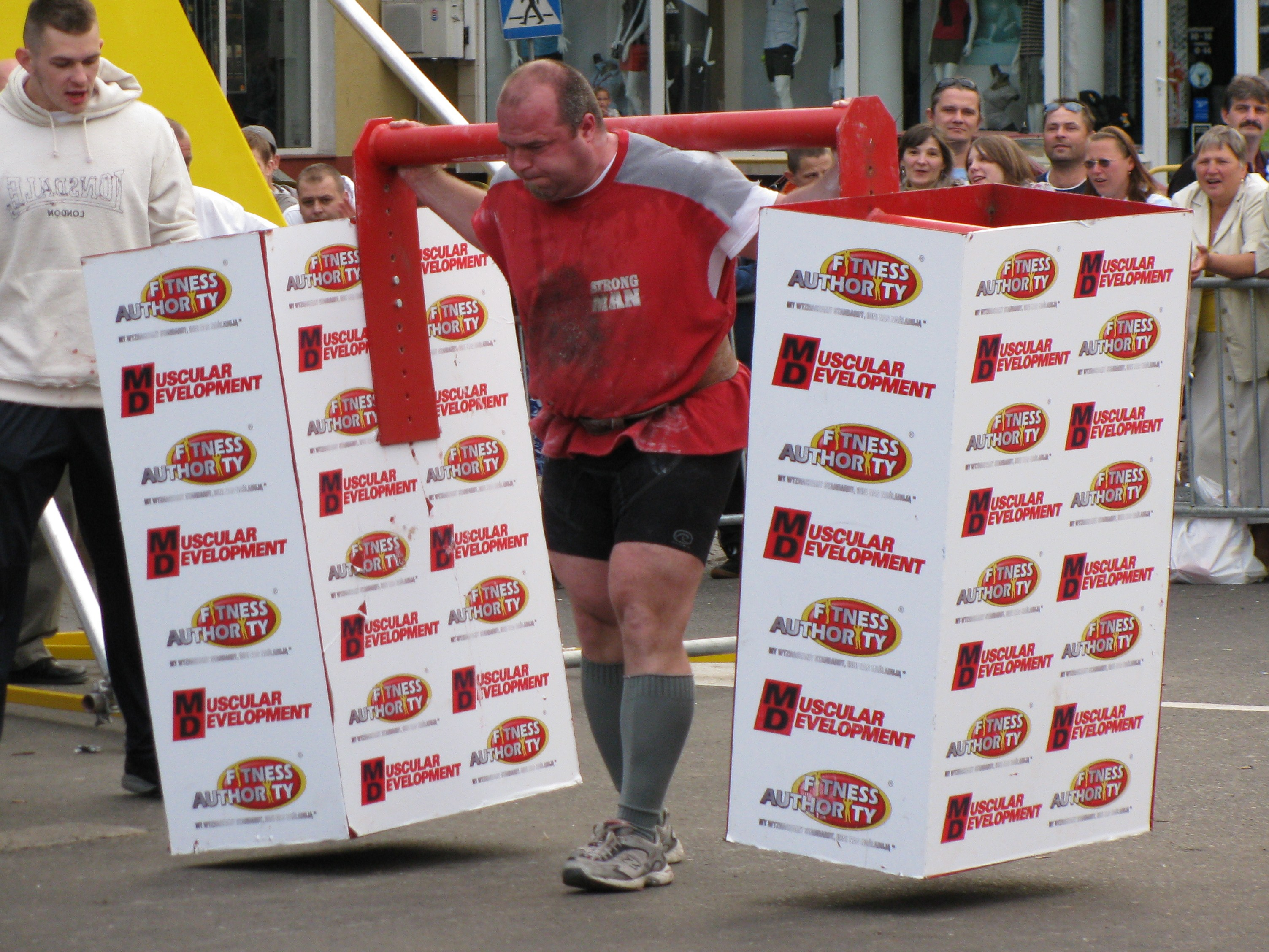
Spacer buszmena.

Spacer buszmena (ang. Yoke Walk, Heavy Yoke, Yoke Race) – konkurencja zawodów siłaczy.

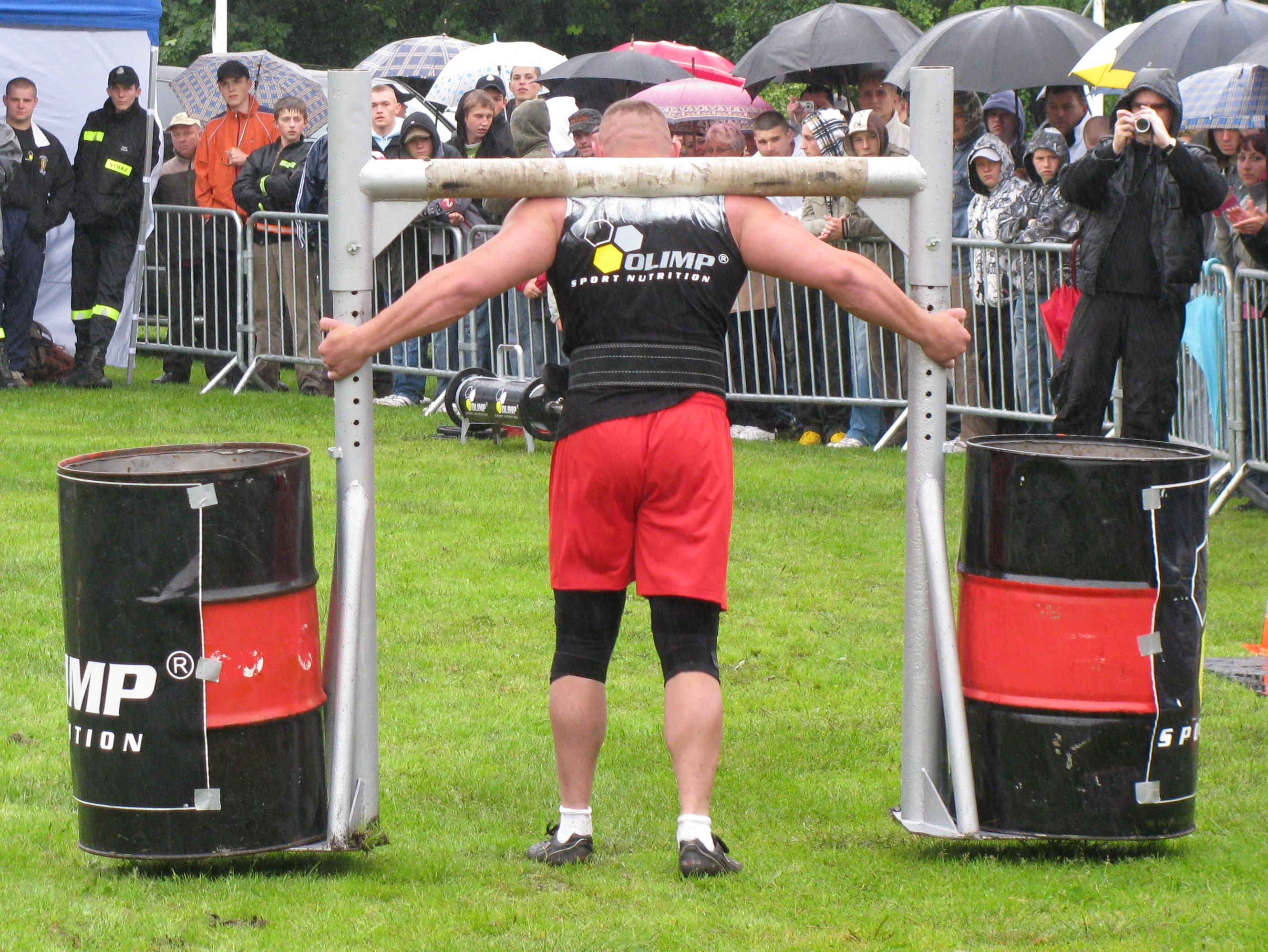
Spacer buszmena.

Zadaniem zawodnika jest przeniesienie ciężaru opartego na ramionach, na określonym dystansie, w jak najkrótszym czasie. Zawodnik może wielokrotnie opuszczać ciężar na podłoże.
Ciężar ma formę nosidła. Najczęściej w kształcie odwróconej litery U. Obciążenie jest rozłożone równomiernie na dwie strony. Masa wynosi najczęściej od 350 kg do 400 kg, długość trasy 20 m.